# Комбург
Комбург (нем. Comburg) — один из немногих монастырей Центральной Европы, сохранивших свои средневековые стены. Расположен на юго-восточной границе города Швебиш-Халль. Здания монастыря умещались на овальном плато горы, размером 95×180 м. Внешняя стена имеет 7 башен и окружает почти все монастырские строения. За крепостной стеной находится церковь Святителя Николая, капелла Святого Михаила, здания Старого и Нового деканата, церковный двор, трапезная и другие помещения.
Базилика и капеллы романского стиля и рококо расположены на вершине живописного холма у извилины реки Кохер и образуют захватывающий художественно-исторический ансамбль.

## Общие сведения
Одной из главных достопримечательностей Швебиш-Халля является монастырь Комбург. Он был основан в конце 1070-е годов графом Комбург-Ротенбург на месте родового замка. Дата получения статуса имперского аббатства XIV век.  Монахи Комбурга были исключительно дворянского сословия и поэтому сопротивлялись бенедиктинским реформам XV столетия, допускавшим в монастырские общины простолюдинов. В 1488 году монастырь превратился в коллегиальное учреждение.
В 1587 году аббатство Комбург потеряло статус Имперского аббатства и было медиатизировано Вюртембергом. В 1803 году секуляризировано Вюртембергом. 
Библиотека аббатства сохранена в Государственной библиотеке Вюртемберга, но все церковные сокровища, к сожалению, были переплавлены на монетном дворе Людвигсбурга. С тех пор здания аббатства использовались для самых различных целей. До 1909 года Здесь располагалось правление солдат-инвалидов (Ehreninvalidenkorps). В течение II мировой войны территория использовалась для разных подготовительных (тренировочных) целей, а также здесь базировался лагерь военнопленных. После войны здесь находился лагерь для беженцев. С 1947 года здесь располагается педагогическое учреждение.

## История
Впервые Комбург упоминается в грамоте регенсбургского епископа (1037 год), сообщающей, что графу Буркхарду Комбургскому передана в качестве вознаграждения, в числе прочего, половина селения Халль. Очарованный красотой величественной горы Комбург (кельт. скала, камень), граф построил на ней замок, который перешёл в XI в. в общее владение 4 сыновей: Буркхарда, Эмехарда, Ругера и Генриха.
Старший брат, граф Буркхард II, страдал от остеопороза (атрофия кости) и не мог принимать участие в рыцарских походах. В 1079 он перестроил принадлежащую ему западную часть замка в церковь. Братья не стали возражать и в 1078 замок был преобразован в бенедиктинский монастырь. Наряду с графской семьей основание монастыря также поддержали их родственники и соседи. Уже через 10 лет епископ Вюрцбурга Адальберо освятил новую базилику с двойным хором. Друг Буркхарда II. Вигнанд, крупный владелец мельниц из Майнца, в конце XI в. пожертвовал монастырю настолько большое владение, что был признан одним из его основателей. Прах Вигнанда и Буркхарда II покоится сегодня в романском саркофаге главного хора монастырской церкви.
Первые монахи прибыли в период между 1086 и 1088 из аббатства Браувайлер (нем. Abtei Brauweiler), расположенного недалеко от Кёльна. В качестве аббата был приглашён монах из Хирзау, с приходом которого братия присоединилась к последователям Клюнийской конгрегации. Наступило время процветания молодого монастыря.
Графы Комбурга опекали монастырь, гарантировали ему военную защиту и исполняли судебную практику в отношении безземельных крестьян. В 1090, ещё при жизни Буркхарда II., Комбург был переподчинён церковной власти Майнца. Майнцский архиепископ мог назначать аббата и имел право визитации. Монастырю разрешалось выбирать себе настоятеля (декана).
В 1116 в возрасте 50 лет умер последний из графского рода Генрих фон Комбург и в 1138 обитель перешла по наследству во владение родственному королевскому роду Гогенштауфенов.
В 1138 первый король Германии из династии Гогенштауфенов Конрад III взял монастырь под свою защиту, в том числе от потомков, что было утверждено в 1273 королём Германии Рудольфом I. Однако в 1318 церковные сокровища пришлось заложить из-за наступившей неплатежеспособности.
В XII в. третий аббат монастыря, Хартвиг, преподнёс в качестве дара драгоценную переднюю стенку алтаря и богато украшенный светильник в форме колеса.
Между 1130 и 1138 в Комбурге создаются художественные произведения, которые и сегодня изумляют посетителя. На это время приходится строительство таинственного подземного хода, назначение которого не изучено до сегодняшнего дня.
Комбург пережил первое время расцвета за счёт оживленного обмена с другими реформаторскими монастырями. Из этой эпохи сохранились западная башня монастырской церкви, ворота и Старое аббатство с романской каменной стеной и флигелем.
В 1250 умер последний из династии Гогенштауфенов, внук Фридриха I Барбароссы, сын Генриха VI и Констанции Норманнской, король Германии и император Священной Римской Империи Фридрих II фон Штауфен (нем. Friedrich II von Hohenstaufen).
В 1254 права на Комбург заявила династия Шенкен фон Лимпург (нем. Schenken von Limpurg), которая была смежной ветвью королевского рода Гогенштауфенов и проживала в замке Лимпург города Швебиш-Халль. Тем не менее, монастырь смог отразить эту претензию и сохранил право оставаться под властью короля.
Со смертью Гогенштауфенов начинается упадок монастыря. Монахи забыли обет отказа от собственности, получали удовлетворение в танцевальной среде и пьянстве, впутывались в драки.
Комбург неоднократно посещался папскими делегациями и монастырь стоял на грани закрытия. Так как все монахи обители происходили из дворянства, реформаторские усилия ордена бенедиктинцев наталкивались в XV в. на сопротивление. Монашеский орден отказывался принимать людей недворянского происхождения и настраивать образ жизни на строгие правила аббатства.
При поддержке епископа Вюрцбурга и с согласия Папы Иннокентия VIII в 1488 монастырь преобразовывался в соборную каноническую церковь. Большинство пастырей и каноников были подчинены епископу Вюрцбурга, который назначил своим наместником в Комбург графа Шенк фон Лимпург.
Во время контрреформации в середине XVI в. при охочем на строительство пасторе Эрасмусе Нойштеттер (1551—1594) Комбург изменил свой вид. Его площадь на вершине горы окружила могущественная стена с круглыми башнями. Однако стена была построена не для защиты от неприятеля: на ней не предусмотрено ни одного валгана для установки орудий. По замыслу пастора крепость должна оставлять впечатление «Небесного Иерусалима» с его 12 надвратными башнями. Апогей расцвета Комбурга пришёлся на 1715 год с началом строительства барочной церкви Святителя Николая.
Разорение обители королём Густавом II Адольфом фон Шведену во время тридцатилетней войны (1618—1648) осталось эпизодом. При Вильгельме Ульрихе фон Гуттенберге (1695—1736) в дополнение к монастырской церкви построен Новый Деканат.
В процессе отделения церкви от государства в 1802—1803 монастырь был передан герцогству Вюрттемберг и с 1807 по 1810 Комбург служил резиденцией младшему сыну короля Фридриха принцу Паулю. В последующие 90 лет на территории бывшего монастыря находился Почетный Корпус Инвалидов для раненых пожилых солдат.
В 1926 в Комбурге был основан первый местный центр профессионального образования. С приходом к власти национал-социалистов помещения Комбурга использовали для проведения курсов ремесленников, каменщиков, общежития для Гитлерюгенда и лагеря военнопленных.
С 1947 на территории бывшего монастыря действует Государственная педагогическая академия.

## Клуатр
Окружённый галерей церковный двор служил монахам местом уединения и размышлений. Он символизировал пустыню как среду обитания ранних отшельников. Этот участок монастыря не был доступен постороннему взору, за исключением послушников, лекарей и других лиц, призванных оказать какую-либо помощь или скорую услугу. Монахи могли покинуть двор только с предварительного разрешения настоятеля.
Квадратная форма клуатра возводит к библейскому образу Третьего храма из пророческого видения Иезекииля, который так описывает внутренний двор: «Вокруг храма стена длиной 500 и шириной 500 рут; она должна отделять безбожие от святого».
В отличие от других монастырей, в которых клуатр обычно располагается с южной стороны церкви, церковный двор Комбурга находится на западной стороне. Иначе он мог иметь слишком большой уклон. По этой причине одно из четырёх крыльев галереи проходит под сторожевой башней как туннель.
Через галерею монахи попадали во все главные помещения монастыря: церковь Св. Николая; зал собраний, разделённый позже на две капеллы; дом викария (левая сторона фото), верхний этаж которого использовался как общая спальня (лат. Dormitorium), а первый этаж служил монахам местом ежедневных занятий и ограниченных по времени бесед с гостями (лат. Parlatorium). Здесь происходили крёстные ходы. В рождественский сочельник монахи ставили в окна свечи.

## Капеллы

### Шенкенкапелла
Капелла находится рядом с монастырской церковью и соединяется с ней крытой галереей. Её необычное положение с западной стороны церкви объясняется формой горы.
Вплоть до перестройки монастыря пастором Эразмом Нойштеттер в 1567 на месте капеллы было просторное помещение, которое служило братии местом для общения с Отцами Церкви, духовных чтений, общих собраний и других целей обители. Сегодня это помещение разделено вестибюлем на Шенкенкапеллу и капеллу Св. Иосифа.
Романская миниатюрная колоннада отделяет прихожую от общего зала. Деревянный потолок в прихожей относится к поздней готике. Потолок капеллы еще более ценен: древесина датирована второй четвертью XII столетия. Четыре потолочные балки несут оригинальную окраску романского стиля. Кафедра в зале собраний также из этого раннего времени.
Капелла была местом погребения графов Шенкен фон Лимпург, имя которых носит по сегодняшний день. В прихожей стоит самы старый надгробный памятник монастыря Комбург, который происходит из XII столетия. Бережно сохранены декорированные надгробные плиты династии Шенкен из поздней готики XV столетия. Особенно достоин упоминания памятник украшенному доспехами и стоящему на льве Георгу I фон Шенк († в 1475). Другие надгробия XII—XVII вв. принадлежали старой монастырской церкви, которая была снесена для барочной новостройки.
Статуя покровителя монастыря Св. Николая первоначально стояла в церковном хоре, сейчас также находится в Шенкенкапелле. Она была создана в 1418 аббатом Эренфридом и впечатляет ярким цветом. Святой Николай представлен в качестве епископа, обрамлённый надписью и семейными гербами основателя монастыря. На груди фигуры имеется углубление, которое сегодня пусто. В средневековье она содержала ценные реликвии.

### Св. Иосифа
Капелла Св. Иосифа (нем. St. Jodokus) основана в 1473 году графом Фридрихом V фон Шенкен и его женой Сюзанной фон Тирштейн. Триумфальная арка в готическом стиле делит капеллу на две части. В 1672 г. была вновь торжественно освящена. Главный алтарь украшен картиной, написанной маслом Освальдом Онгхерсом в 1674 г., которая изображает Св. Иосифа с Иисусом.
У капеллы имеется два боковых алтаря Св. Иоакима и Св. Елены. Написанная в XVII в. на дереве картина показывает распятие Христа, возле которого можно видеть Деву Марию, Иоанна Евангелиста, Лаврентия Римского, Марию Магдалину и Катарину и надписью покаянного содержания.
В капелле Св. Иосифа находится могила Фридриха V фон Шенк († в 1474) и его супруги графини Сюзанны фон Тирштайн († в 1447). Их фигуры стоят под готическими балдахинами. Надгробные плиты хранятся у западной стены: граф Фридрих († 1474) одет соответственно бургундской придворной моды и стоит на льве; графиня Сюзанна († um 1447) несёт чепец, великолепный плащ, в ногах лежит маленькая собачка.
Надгробные памятники графам Шенкен фон Лимберг, созданные в XV веке, являются великолепными свидетельствами позднеготического искусства ваяния. Тонко сработанные стрельчатые арки балдахины оберегают изображения благородных господ. Они одеты в элегантную придворную одежду и предлагают — в плаще графини Сюзанны — наглядный пример того, как изысканно располагали складки в поздней готике. Из эпохи Возрождения, на 100 лет позже, сохранились памятники пастору Нойштеттер и главный вход в монастырь.
Высокое художественное качество фигур приписывает их создание окружению знаменитого скульптора Ханса Мулчера.

### Эргардкапелла
Документы о времени и цели строительства капеллы отсутствуют. Была ли она небольшой домовой церковью, местом хранения реликвий или баптистерием? Назначение этого неповторимого в истории западноевропейской архитектуры шестиугольного сооружения с его миниатюрной колоннадой окончательно не выяснено. Предполагают, что капелла была подарком первого короля Германии из династии Гогенштауфенов Конрада III и доставлена в Комбург после победы над Вельфами при Вайнсберге под Рождество 1140 г. Вероятно, Конрад III основал её как знак благодарности за эту победу в исполнении неизвестного нам торжественного обещания. По данным радиоуглеродного анализа капелла Эргарда строилась и украшалась в середине XII века. Эргард был святым, который больше других почитался в Эльзасе — резиденции графского рода Гогенштауферов.
Капелла стоит на склоне и смотрится, поэтому, с одной стороны двухэтажным, с другой — трёхэтажным строением. Взор привлекают изящные пропорции, элегантное оформление с романскими арками и острая крыша. На верхнем ярусе за галереей прячется шестиугольное помещение с колонной в центре.
Раньше капелла была расписана, однако фрески романского времени закрасили в 16-м веке при пасторе Эрасмусе Нойштеттер. С тех пор своды украшает элегантный орнамент в виде вьющихся растения эпохи Возрождения.
Сохранившийся фрагмент фресок показывает Распятие со Святыми и, предположительно, короля Италии, герцога Швабии Генриха VII фон Гогенштауфен (* 1211 — † 1242) вместе с супругой Маргаритой фон Бабенберг (* 1204 — † 1266). Шестиугольное здание и фрески являются напоминанием об успешно крестовом походе императора Фридриха II в Святую землю. Он был первым императором, который носил корону Иерусалима в Священном городе.

### Св. Михаила
Капелла Св. Михаила — это культурный памятник, который находится над внутренним входом в замок Комбург.
Крутая дорога в монастырь ведёт через величественные романские ворота, на верхнем ярусе которых находится капелла. Построенная во время создания монастыря в 1125 г. в романском стиле она носит отпечатки эпохи готики, Возрождения и барокко. На это указывают башни и миниатюрная колоннада с типично романскими полукруглыми арками и венчающими колонны кубическими капителями.
При пасторе Эразмус Нойштеттер капелла служила домашней церковью, а замурованный сегодня подземный ход связывал её с жилым домом.
Внутри верхнего этажа можно видеть орнаментальную настенную живопись из эпохи Возрождения. Здесь же имеется несколько фигур святых XVI столетия, в том числе, статуя Святого Михаила, которому капелла обязана своим именем.
По замыслу пастора Нойштеттер, Святой Михаил должен олицетворять собой сторожа и посредника между землей и небесным раем.

## Церковь Святителя Николая
При строительстве монастырской церкви в XI веке на месте рыцарского замка возникала базилика из трёх нефов длиной 65 м. Как все большие храмы того времени церковь имела два хора. В одном погребали основателей и донаторов (дарителей), в другом хоронили монахов.
В 1220 восточный хор был обновлён и получил две боковые башни. Сохранившаяся от романского монастыря церковь представляла собой колонную базилику с плоским деревянным потолком. Боковые продольные нефы сводчатой формы были построены в 1480 и 1520 гг. На то же время приходится возведение западного поперечного нефа и восточной крипты, двух восточных и одной западной башни без внешнего входа. Западный хор, названный именем Святителя Николая, имеет больший размер и более аристократическое убранство; обрамлен двумя боковыми хорами; в западном стоял алтарь Св. Николая. Перед алтарём, в месте пересечения продольного и поперечного нефов, находится главный алтарь. Перед главным алтарём стоит саркофаг основателей; над ним висит люстра. Восточный хор, известный также как светлый хор, в противоположность тусклому западному хору, назван по имени алтаря Св. Мари; в нём устраивают праздники в честь Богородицы. Под восточным хором имелась крипта, в которой стоял алтарь Св. Фомы и Св. Елизаветы, а также кенотаф Гроба Господня.
Посреди церкви перед восточным хором стоял крестообразный алтарь. Два алтаря (Св. Григория и Св. Урсулы) размещались в западном боковом хоре; два в выступающих за продольный неф сторонах (Св. Бенедикта и Св. Себастьяна), два в восточных башнях (Св. Анны и Св. Петра и Павла). В 1659 западный хор был перестроен, а в 1706 засыпана крипта под восточным хором. Современные алтари происходят из 18 столетия (в 1716 и 1765). В более старой церкви было два балдахина (дарохранительницы).
Между 1707 и 1715 годами состоялась самая большая реконструкция барочной церкви Святителя Николая. Архитектору Йозефу Грайзинг (нем. Joseph Greising), из ближайшего окружения епископа Вюрцбурга, пришлось снести для этого освященную в 1088 году романскую базилику, но с одним важным исключением: три башни были встроены в барочный храм. Церковное убранство было возложено на скульптора из Вюрцбурга Бальтазара Эстербауер (1672—1728). Он отвечал не только за алтари, кафедру и кресло в алтарной части хора, но и установку органа, большие капители колонн, которые несут своды, и женские фигуры над порталами. Все создавалось в мастерской скульптора и было выставлено на обозрение к освящению церкви в 1715 году.
Новая церковь связывает немецкую позднюю эпоху Возрождения с итальянским барокко. Стройные колонны Зального храма с высокими импостами несут восемь травей. Внутреннее пространство нефов перекрывает крестообразный свод. Три больших окна в алтаре заботятся о достаточной освещённости. Церковь богато украшена сдвоенными окнами, пилястрами, дентикулами и окаймлёнными рисунками лилий.

## Алтари

### Главный
Главный алтарь завершает восточный хор. Создатели новой церкви из 18-го столетия позаботились о том, чтобы барочное искусство Комбурга осталось неповторимым. Своим светлым внутренним пространством и барочным убранством церковь впечатляет праздничным великолепием. Главный алтарь с его трогательными фигурами и могущественным балдахином в отблеске большого окна — показательный пример того, как работали барочные художники: театральными средствами они инсценировали изображения благочестивого восторга.
Пять позолоченных деревянных фигур Святых Марии, Николая, Бенедикта, Иоанна, Иосифа и Святая Троица в облаках, фигуры ангелов, бюсты херувимов, гирлянды из плодов и подвески украшают божественное изваяние. Острый взор обнаруживает четыре необычных фигуры с крыльями, парящих вокруг Христа. Это символы четырёх евангелистов: лев — для Марка, бык — для Луки, орел — для Иоанна и ангел — для Матфея. Вплоть до секуляризации алтарь украшал серебряный фасад с изображением божьего ягненка между ангелами.
Скульптор Бальтазар Эстербауэр (нем. Balthasar Esterbauer) спроектировал барочный балдахин, который, кажется, почти парит над фигурами алтаря. Четыре колонны из стилизованного под мрамор гипса, окрашенная золотом древесина и белый алебастр, герб архиепископа Грайффенклау с каменными цветами производят впечатление полного единства.
Барьером алтаря служит доска причастия и красивая балюстрада.

### Скорбящей Божьей Матери
Северный боковой алтарь скорбящей Богородицы создан в 1717 году.
Пьету работы 1662 г. мастера из Вюрцбурга Освальда Онгхерс (нем. Oswald Onghers) обрамляют четыре колонны и группа парящих в облаках ангелов с орудиями страстей Христовых.
В центре иконография сцены оплакивания Христа девой Марией. Очень выразительна поза Богородицы, одной рукой взывающая к Богу, другой — поддерживающая лежащую у неё на коленях безжизненную голову Сына. На лице и теле Спасителя — кровавые следы пережитых страданий, которыми Христос искупил грехи людей и Его последователей к Нему.
Рядом святая Мария Магдалина, взяв с трепетной нежностью руку Христа, умащивает его рану своими губами, увлажнёнными миром из принесённого святым Никодимом сосуда.
Веточки вьюна у головы Христа — символ божественной любви к роду человеческому, а здесь — Его жертвы. Мотив плюща связан с тем, что побеги этого растения часто обвивают мертвые деревья, поэтому возникла аллегория: «Non meis viribus» («Не сам вьющийся») — такое дерево явилось символом жизни души после смерти тела, как благо веры в Воскресение Христа.
Вверху ангелы поднимаются и спускаются по ступеням лестницы, наглядно демонстрируя связь неба и земли. Внизу деревянные фигуры Святых Марии Магдалины и её ветхозаветного прообраза Абигайль. Мария Магдалины держит амфору с целительными снадобьями, в руках Абигайль книга, покрытая гроздью винограда.

### Петра и Павла
По форме и архитектурному содержанию южный алтарь во многом соответствует северному алтарю.
На переднем плане фигуры Святых апостолов Петра и Павла.
Петр изображён с ключами от Рая, а апостол Павел — с обнаженным мечом. Ключи — знак власти, способной прощать и разрешать грехи, открывать двери в Царствие Небесное. Меч — это слово Божие (см.: Еф. 6: 17), проникающее до самой глубины человеческого сердца. Оба держат в левой руке закрытую книгу в драгоценном окладе. Книга символизирует слово Божие, проповедниками которого они были при жизни.
Центральную часть алтаря украшает написанная маслом картина художника из Вюрцбурга Освальда Онгхерса «Христос у колонны мучений», рассказывающая о бичевании Сына Божьего. Этот скорбный сюжет напоминает о последних часах жизни Иисуса Христа.
Христос стоит в одной набедренной повязке у низкой колонны, прикованным к ней за кисти рук. Удары, по заведённому обычаю, наносились по спине, и перед художниками стояла непростая задача показать Христа, стоящим лицом к зрителю.
Алтарь освящен в 1717 году.

### Св. Анны
Алтарь Святой Анны работы скульптора Томаса Гезелe (нем. Еhomas Пesele) установлен в южном поперечном нефе. Приставленный к стене балдахин держит четырьмя колоннами карниз с цветочными вазами в стиле рококо. Под карнизом «Всевидящее око Божие» — символико-аллегорическая композиция на слова Священного Писания о неусыпно всевидящем и всеведущем Христе. Под Всевидящем оком позолоченная голова льва, удерживающего зубами золотой шеврон — герб графов Комбург-Ротенбургских.
Рельефное изображение Святой Анны, парящей в небесах, окружают ангелы, амуры, херувимы. По обе стороны расположены фигуры Святых Урсулы и Екатерины Александрийской.
В руках Святой Урсулы лук и стрелы, которые выпустил в неё вождь гуннов, получив отказ выйти за него замуж. Плащ подбит горностаем — знаком девственности и гербовым символом бретонского герцогства.
Св. Екатерина изображена стоящей на колесе с шипами, одной рукой держит пальмовую ветвь — знак мученичества, другой — меч, которым её обезглавили.

### Иоанна Непомук
Боковой алтарь Св. Непомука в северной части поперечного нефа напоминает алтарь Св. Анны, однако, в верхней части нет задней стенки и свет от окна переливается золотом на одеждах Святых и окружающих их предметах, придавая строению божественный блеск. Центральная фигура в рельефной композиции представлена Святым Непомуком; левой рукой он держит распятие, правой — опирается на Библию; вокруг головы — пять сияющих звезд как напоминание о сиянии, сопровождавшем плывущее по реке тело мученика.
По обе стороны от Иоанна Непомука Святые Фёкла и Варвара.
В ногах у Св. Фёклы лежит львица, которая должна была растерзать молодую христианку, но вместо этого вставшая на её защиту. В правой руке Св. Феклы пальмовая ветвь мученицы, в левой — голубь — символ непорочности и чистоты.
Рядом со Св. Варварой башня, в которой укрывал её отец от мира; в башне три окон, являющие собой Отца, Сына и Святого Духа. В руке Св. Варвары кубок; она — единственная из женщин-святых, которая держит этот атрибут, связанный с ее последним желанием. Умирая, Святая попросила благодати причастия для всех тех, кто будет почитать ее как мученицу. В другой руке — мечь, которым ей отсекли голову по просьбе её же отца.
В балдахине герб графов Зиккенген.

### Эльтерсхофен
Освященный в 1560 г. викарием Вюрцбурга, алтарь перестроили в начале XVII столетия в надгробный памятник семейства графов Эльтерсхофен (нем. Eltershofen). С 1689 г. он стоял 150 лет в Шенкенкапелле под именем алтаря Св. Мартина и был обнаружен в 1840 году, после чего нашёл своё место в барочной монастырской церкви.
Алтарь скомпонован из остатков двух различных алтарей. Внизу надгробный памятник семьи Эльтерсхофен, выполненный из песчаной плиты и украшенный рельефным панно. Гирлянда облаков над ангелами делит барельеф пано на две половины.
В низшей части видны смертные души грешников в огнях чистилища с умоляюще поднятыми руками. Наверху в центре возвышается Святая троица, окруженная святыми. Среди них покровители капелл и алтарей монастыря: слева апостол Пётр, Иоанн Креститель и Богородица Мария, справа Николай Чудотворец и Бенедикт Нурсийский. Над рельефным панно надпись на латинском языке из книги Иова (Гл. 19, стих 21): «Помилуйте меня, помилуйте меня вы, друзья мои; ибо рука Божия коснулась меня». Пределла алтаря содержит обширную поминальную надпись о членах благородного семейства Эльтерсхофен.
Выше находится окруженный двумя колоннами алебастровый барельеф, мотивом которого избрано погребение Христа. Мужчины несут тело Иисуса, уже далеко удалились от пустого креста. Справа, на переднем плане, печалящаяся Мария Магдалена стоит на коленях перед Иисусом, в то время как его мать Мария задерживается на заднем плане.
Верхнюю часть алтаря завершает разомкнутый фронтон с волютами, украшенный двумя небольшими алебастровыми барельефами. Левый показывает, как бродит по воде апостол Петр и оседает перед Христом. На правом изображено направленное головой вниз распятие Христа. Над рельефным панно гербы династий Эльтерсхофен и Риндербах. Раньше верхнюю часть алтаря короновала статуя Мадонны, окружённая фигурами Петра и Павла. Все три фигуры были удалены, две из которых — Мадонны и Павла — считаются утерянными.

## Достопримечательности

### Антепендиум
Передняя стенка алтаря, сверкающая облицовкой из золота, серебра, глазури и граненых камней, свидетельствует ещё сегодня о том, как был богат и сиятелен Комбург в средневековье и гармонично перекликается с круглым подвесным светильником, который символизирует небесный Иерусалим. Все фигуры сделаны довольно выразительно, вплоть до тонких деталей лиц, волос и складок. Христос изображён среди апостолов и окружён четырьмя символами евангелистов: Ангел, Орел, Лев и Бык. На алтаре представлена типичная тема романского стиля: Христос как судья при конце света на Страшном Суде.

### Кафедра смертных грехов
Сладострастное качество барокко пластично выражается в монастырской церкви Комбург даже по отношению к человеческим заблуждениям. Особенно прекрасный пример тому — это кафедра смертных грехов, построенная в 1713—1714 по проекту и модели Балтазара Эстербауера. При обзоре кафедры глаз быстро направляется вверх на центральную тему: 7 смертных грехов. Священник Франц Ксавер Майер описал их в 1901 таким образом: "... Леность сидит на осле, сложив удобно руки ему на спину ..., Гнев держит кинжал в правой руке, замахиваясь нанести удар ...., Распутство сидит на красавце-мужчине... Самолюбие... рассматривает себя в зеркале... Павлин, символ высокомерия, согнулся колесом к её ногам. Зависть представляется собакой, которая тянется передними лапами под подол юбки. Пьянство держит свинью на коленях. Наконец, жадность держит в руке кошелек с числом 600. Все смертные грехи представлены в виде женщин.... Их побеждает Христос, который подобно античному Зевсу парит над кафедрой. В качестве голубя внизу изображён Святой Дух.

### Радиальный подсвечник
Светильник принадлежит к самым ценным художественным сокровищам монастыря. Помимо Комбурга подобные металлические произведения в настоящее время сохранились только в Хильдесхаймском и Ахенском соборах. Подсвечник впечатляет уже одной своей величиной! Диаметр колеса составляет 5 м, объем 16 м. На двух кованных железных кольцах смонтированы 12 позолоченных медных листов, к которым прикреплены по 4 свечи. Между листами расположены 12 тонко выделанных башен, каждая высотой до 1 м. Технический уровень удивителен: металл отливался, наносился на поверхность деталей светильника и гравировался. Чтобы подсвечивать выразительные орнаменты, изображения и надписи, одни медные пластины позолочены, другие покрыты смуглой олифой. Типично для духа средневекового искусства: художник очень тщательно разработал каждый элемент светильника, хотя подсвечник висел в нефе на большой высоте, а верующим совсем не обязательно было видеть все подробности — он работал в честь Бога. Подсвечник богато украшен орнаментами, фигурами и рельефами. Медальоны с изображениями апостолов, фигуры сторожей в башнях, а в центре подвески облик благословляющего Христа. Подсвечник изобилует картинами Небесного Иерусалима — Рая. Латинская надпись, которая окружает колесо, упоминает аббата Гартвига (нем. Hartwig) как мастера и создателя чудесного изваяния.

## Малый Комбург
В 1108 году граф Генрих фон Комбург-Ротенбург — брат основателя монастыря в Комбурге — построил на склоне ближайшей горы, огибаемой с двух сторон рекой Кохер, в пятистах метрах от монастыря церковь Св. Эгидина. По неподтверждённым письменными источниками устным преданиям, церковь и принадлежавшие ей строения, обнесённые каменным забором, были названы Малым Комбургом и служили приютом постригшимся в монахини жёнам графа Генриха фон Комбург и его друга Вигнанда из города Майнц, а также вдовам из благородных семейств.
С XIII по XV столетия в Малом Комбурге размещалась резиденция настоятеля мужского монастыря Комбург. В 1684 земельный участок и церковь Св. Эгидина были переданы монашескому ордену капуцинов, преобразовавшим в 1713 приют в женский монастырь, который был упразднён в 1802.
С 1877 в Малом Кобурге открыт филиал юридического учреждения по вопросам отбытия наказания для женщин.
От первоначальных строений сохранилась церковь Св. Эгидиуса, представляющая собой романскую базилику крестообразной формы. На куполе апсиды и в своде алтаря находятся фрески, восстановленные в 1878/79 по старым следам. Роспись потолка начала XII столетия с изображением Христа, выжимающего ступнями сок из виноградных гроздей, считается старейшей и редчайшей в Европе иконографией мистического пресса, вино из под которого смешалось с кровью Христа, а вера превратила вино в кровь.
Передняя стенка главного алтаря, работы Иоганна Генриха Шенфельд (1609—1684), единственное барочное художественное произведение романизированной в 1877 церкви.
Церковь Св. Эгидиус ценится первостепенной акустикой, из-за чего в ней каждый год проводят концерты большого межрегионального музыкального фестиваля «Культурное лето в Хохенлохер».

## Фотогалерея
- Церковь Св. Николая
- Монастырский двор
- Западный фасад монастыря
- Монастырские ворота
- Герб Комбурга